# Mounia Lagha
Mounia Lagha, est une ingénieur agronome et chercheuse française en biologie du développement, travaillant pour le Centre national de la recherche scientifique (CNRS). 
Elle est lauréate du prix Claude Paoletti et de la médaille de bronze du CNRS.

## Biographie
Mounia Lagha est ingénieur agronome. Elle obtient ensuite un doctorat sur le thème de la formation du tissu musculaire chez l’embryon de souris à l’Institut Pasteur. En 2010, elle fait un post-doctorat au sein de l'université de Californie à Berkeley où elle travaille sur le processus d'arrêt temporaire de la polymérase, l’enzyme qui assure la transcription des gènes. En 2014, elle intègre le CNRS et la même année, elle reçoit le prix Claude Paoletti du Centre national de la recherche scientifique.
En 2015, elle est lauréate du Conseil européen de la recherche (ERC) en obtenant une bourse par une bourse ERC Starting Grant pour son projet de recherche,. Elle est ensuite invitée à présenter son projet lors de la fête des dix ans du Conseil européen de la recherche. En 2018, elle publie un article dans la revue scientifique Nature Communications traitant de l'expression des gènes. 
À l'Institut de génétique moléculaire de Montpellier, Mounia Lagha est habilitée à diriger des recherches, elle y dirige l'équipe de recherche sur « la régulation de la transcription au cours du développement » : mécanismes régulant l’expression de gènes impliqués dans le développement embryonnaire,.
En juin 2019, Mounia Lagha est l'une des signataires de la tribune réclamant un changement radical dans le recrutement et le financement du CNRS, qu’ils jugent menacé d’étiolement,.
Elle enseigne dans la formation organisée par l'Institut Curie et Sorbonne Université sur le thème « Biologie du développement ».

## Distinctions et récompenses
En 2014, Mounia Lagha reçoit le prix Claude Paoletti décerné par l'Institut des sciences biologiques du CNRS.
Le 24 novembre 2017, Mounia Lagha reçoit la médaille de bronze du CNRS,.